# أحمد مدحت إسلام
أحمد مدحت إسلام (24 أكتوبر 1924 في القاهرة - 2006) عالم كيمياء مصري متخصص في الكيمياء العضوية.

## مولده وتعليمه
ولد أحمد مدحت إسلام في القاهرة سنة 1924، وتعلم في مدارسها، وبعد أن أتم دراسته الابتدائية والثانوية ـ التي شملت ثلاث سنوات بمدرسة البومبرسي الفرنسية في شبرا ـ التحق بكلية علوم جامعة القاهرة عام 1942، حيث أهّله مجموعه للحصول على نصف مجانية في عامه الدراسي الأول، ثم على مجانية كاملة طوال سنوات دراسته الأخرى.
في عام 1946 حصل مدحت إسلام على درجة البكالوريوس في العلوم في الكيمياء بتقدير جيد جدًا مع مرتبة الشرف، وعقب تخرجه عمل بشركة شل للبيترول، حيث تابع دراسته، وبعد ثلاثة أشهر عين معيدًا بقسم الكيمياء بجامعة القاهرة، حيث تابع دراسته العليا لدرجة الماجستير في الكيمياء العضوية في موضوع «كيمياء التفاعلات الضوئية»، تحت إشراف الدكتور أحمد مصطفى والكيميائي الألماني شورلز، وحصل على هذه الدرجة من جامعة القاهرة سنة 1951، وفي العام ذاته سافر إلى إنجلترا في بعثة علمية رشحته لها جامعة محمد علي (جامعة أسيوط حاليًا) للحصول على درجة الدكتوراه، فحصل على هذه الدرجة في الكيمياء العضوية التحليلية من جامعة غلاسكو عام 1954.

## تدرجه الأكاديمي
عين مدحت إسلام بعد عودته من إنجلترا عام 1954 مدرسًا بجامعة عين شمس، وعندما بدأت الدراسة بجامعة أسيوط عام 1957 نقل إليها، حيث شارك مع زملائه في إنشاء الأقسام العلمية بالجامعة وتوفير التجهيزات المعملية بها، وفي عام 1959 رقّي أستاذًا مساعدًا بجامعة أسيوط، ثم انتقل عام 1964 إلى جامعة الأزهر عند إنشائها ليعمل أستاذًا بكلية الهندسة، ثم رئيسًا لقسم الكيمياء بها، فوكيلًا للكلية، وكان من أوائل أعضاء هيئة التدريس الذين شاركوا في إنشاء الأقسام العلمية بكليات الطب والهندسة والزراعة بجامعة الأزهر. في عام 1970 صار الدكتور أحمد مدحت إسلام أول عميد لكلية العلوم بجامعة الأزهر، وقد استمر في هذا المتصب 6 سنوات.

## إسهاماته العلمية خارج الجامعة
عمل الدكتور مدحت إسلام خبيرًا لشركة النصر للكيماويات الدوائية بالمؤسسة المصرية العامة للأدوية، وشارك في إنشاء معامل للبحوث والرقابة الدوائية بها، واستحدث طريقة صناعية جديدة لتحضير مشتق الفينامليون الذي يساعد على سيولة الدم، كما حصل مع آخرين على براءة اختراع لطريقة اقتصادية لتصنيع حمض الستريك.
انتخب مدحت إسلام عضوًا بمجمع اللغة العربية بالقاهرة عام 1990، وكان قبلها قد أسهم بجهوده مع مجمع اللغة العربية خبيرًا في لجنة الكيمياء والصيدلة، ولجنة النفط، وشارك في إنجاز عدة آلاف من المصطلحات العلمية ونقلها مع شروحها إلى اللغة العربية، كما شارك في إنجاز معجم الكيمياء والصيدلة الذي أصدره المجمع.

## البعثات والاجازات الدراسية والمهمات العلمية والمؤتمرات
- عضو بعثة للحصول على الدكتوراة في جامعة غلاسكو بالمملكة المتحدة.
- اشترك في عدة مؤتمرات للكيمياء التي عقدت بالقاهرة.
- اشترك في مؤتمر التوجه الإسلامي للعلوم المنعقد بالقاهرة عام 1992، ورأس إحدى جلسات هذا المؤتمر.

## الجمعيات والهيئات العلمية المنتمى اليها في الداخل والخارج
- عضو مجلس بحوث العلوم الأساسية بأكاديمية البحث العلمي والتكنولوجيا.
- عضو اللجنة القومية للكيمياء بأكاديمية البحث العلمي والتكنولوجيا.
- عضو اللجنة القومية لتاريخ وفلسفة العلوم بأكاديمية البحث العلمي والتكنولوجيا.
- عضو الجمعية الكيميائية المصرية.
- عضو الجمعية الكيميائية بلندن – المملكة المتحدة.

## مظاهر التقدير العلمى والقومى في الداخل والخارج
- انتخب عضوا بالأكاديمية المصرية للعلوم منذ عام 1972.
- عمل خبيرا بلجنة الكيمياء والصيدلة بمجمع اللغة العربية منذ عام 1971.
- عمل خبيرا بلجنة النفط بمجمع اللغة العربية منذ عام 1972.
- انتخب عضوا بمجمع اللغة العربية منذ عام 1990.
- انتخب عضوا بالمجمع العلمي المصري منذ عام 1990.
- كرمتة نقابة المهن العلمية عام 1990 لريادته في مجال الكيمياء وجهوده البناءة في خدمة العلم وتعميق دور الكيميائيين في المجتمع.
- منحه نادى هيئة تدريس جامعة الأزهر شهادة وفاء وتقدير عام 1986، اعترافا وتقديرا لما قدمة لجامعة الأزهر ومصر والإسلام والمسلمين من علم نافع وخدمات صادقة وأداء طيب وخلق قويم.
- كان عضوا لمدة أربع سنوات باللجنة العلمية الدائمة لترقية الأساتذة في تخصصات الكيمياء والتابعة للمجلس الأعلى للجامعات.
- عمل مقررا للجنة العلمية الدائمة لترقية الأساتذة بجامعة الأزهر منذ انشائها حتى عام 1985، ثم أصبح عضوا بها بعد أحالته للمعاش.
- انتدب إلى المؤسسة العامة للأدوية للأشراف على قطاع البحوث بشركة النصر للكيماويات الدوائية من عام 1962 إلى عام 1966.
- تم أختيارة مشرفا على رسالتي دكتوراه بأكاديمية ناصر العسكرية.
- حصل على جائزة الدولة التقديرية في العلوم عام 1998.

## الإنتاج العلمي

### بحوث منشورة
1-	نشر أكثر من 100 بحث في مجالات الكيمياء، في المجلات العلمية المتخصصة في كل من إنجلترا وألمانيا والولايات المتحدة والهند وأستراليا ومصر (أنظر القائمة المرفقة).
2-	حصل مع آخرين على براءة اختراع خاصة بتحضير حمض الستريك صناعيا بطريقة التخمير لحساب شركة النصر للكيماويات الدوائية.

### الكتب التي أشترك في تأليفها أو ترجمتها

#### مؤلفات دراسية باللغة العربية
- أسس الكيمياء العضوية – مطبوعات جامعة أسيوط عام 1959
- الكيمياء العضوية العملية – جزء أول – مطبوعات جامعة أسيوط عام 1960
- الكيمياء العضوية العملية – جزء ثان – مطبوعات جامعة أسيوط عام 1961
- الكيمياء الصناعية – دار المعارف عام 1967
- الكيمياء غير العضوية – دار المعارف عام 1967
- مبادئ الكيمياء العامة والطبيعية – دار المعارف عام 1968
- مبادئ الكيمياء العملية – دار المعارف عام 1969
- مبادئ الكيمياء العضوية – دار المعارف عام 1968
- مبادئ الكيمياء الطبيعية – دار المعارف عام 1970
- الكيمياء الطبيعية – مكتبة الفلاح بالكويت عام 1977

«وقد أعيد طبع بعض هذة الكتب حتى الطبعة الثامنة، وأعيد طبع كتاب الكيمياء العملية عام 1993 (الطبعة الثالثة عشر)»
- الكيمياء العملية التحليلية والعضوية – دار الفكر العربي عام 1998
- أسس الكيمياء الطبيعية – دار الفكر العربي عام 1996
- أسس الكيمياء العضوية الأليفاتية – دار الفكر العربي عام 1998
- أسس الكيمياء العضوية الأروماتية – دار الفكر العربي عام 1999
- أسس الكيمياء الفيزيائية – دار الفكر العربي عام 1999
- أسس الكيمياء العامة وغير العضوية – دار الفكر العربي عام 2000
- الكيمياء التحليلية – دار الفكر العربي 2001
- المركبات الحلقية غير متجانسة الحلقة – دار الفكر العربي 2003
- معجم المركبات العضوية الشائعة – دار الفكر العربي 2002
- ميكانيكية التفاعلات العضوية – دار الفكر العربي (تحت الطبع).
- 20 سؤال وجواب في علوم الكيمياء – دار الفكر العربي.
- 50 سؤال وجواب في موضوعات علمية مختارة – دار الفكر العربي
- كيمياء البيئة – دار الفكر العربي (تحت الطبع).

1. 1 2 3 4 5  محمود حافظ: کلمة المجمع فی استقبال الأستاذ الدکتور أحمد مدحت إسلام. مجلة مجمع اللغة العربية بالقاهرة. الجزء 75، جمادى الآخرة 1415، ص 165-169

#### مؤلفات دراسية باللغة الإنجليزية
1- دار المعارف عام 1971 Physical Chemistry
2- دار المعارف عام 1975 Manual of Practical Chemistry «وأعيد طبع الكتاب الأخير عام 1993»

#### مؤلفات في تبسيط العلوم
- رسالة كوكب، دار الفكر العربي، 1980
- بحر الهواء الذي نعيش فيه، دار المعارف، 1980
- الكيمياء عند العرب، دار المعارف، 1982
- لغة الكيمياء عند الكائنات الحية، عالم المعرفة، الكويت، 1985.[1]
- الطاقة ومصادرها المختلفة، مؤسسة الأهرام، ط1 1988، ط2، 1996
- هل نحن وحدنا في هذا الكون، مؤسسة الأهرام، 1989
- التلوث مشكلة العصر، عالم المعرفة، الكويت، 1990.[2]
- الحرب الكيميائية، جزء أول، الهيئة العامة للكتاب، 1993
- الحرب الكيميائية، جزء ثان، الهيئة العامة للكتاب، 1993
- الطاقة ومصادرها المختلفة، ط2، الأهرام، 1996
- الكيمياء وحياتنا اليومية، دار الفكر العربي، 1996
- الصناعات الكيميائية، جزء أول، الأحماض والقواعد واستخلاص الفلزات من خاماتهان دار الفكر العربي، 1997
- الصناعات الكيميائية، جزء ثان، اللدائن والراتينجات والألياف الصناعية، دار الفكر العربي، 1997
- الصناعات الكيميائية، جزء ثالث، البترول والبتروكيميائيات والصابون والمنظفات الصناعية، دار الفكر العربي، 1997
- تأملات في العلم والدين، دار الفكر العربي، 1997
- علماء العرب والمسلمين، دار الفكر العربي، 1998
- الطاقة وتلوث البيئة، دار الفكر العربي، 1998
- الماء سائل الحياة، دار الفكر العربي، 1999
- العناصر الكيميائية، دار الفكر العربي، 2000
- حقائق وغرائب عن الكيمياء، دار الفكر العربي، 2001
- الكون في فكر الإنسان قديما وحديثا، دار الفكر العربي، 2001
- التلوث الكيميائي وكيمياء التلوث، دار الفكر العربي، 2002